# Dimos Nea Smyrni
Dimos Nea Smyrni (Nea Smyrni) är en kommun i Grekland.   Den ligger i prefekturen Nomarchía Athínas och regionen Attika, i den sydöstra delen av landet. Huvudstaden Aten ligger i Dimos Nea Smyrni. Antalet invånare är 73 076.